# Kančík (rybník)
Rybník Kančík v Újezdu u Průhonic je nejmenší rybník ze soustavy Milíčovských rybníků na Milíčovském potoce, do které patří ještě Milíčovský rybník, Homolka, Vrah a Šáteček (nebo Šátek, v Petrovicích). Je součástí přírodní památky Milíčovský les a rybníky v přírodním parku Botič-Milíčov.

## Historie a zajímavosti
Celá milíčovská rybniční soustava vznikla (i podle stáří dubů na hrázi rybníka Homolka) už v 18. století na podmáčených loukách v lokalitě Kateřinky, kde pramení Milíčovský potok. Kančík je položen hned pod hrází Milíčovského rybníka, na jehož kašnový bezpečnostní přeliv je napojen; je to průtočný rybník, neslouží k chovu ryb a je udržován bez rybí obsádky. Za hrázkou Kančíku je malý mokřad a za ním další rybník soustavy, Homolka. 

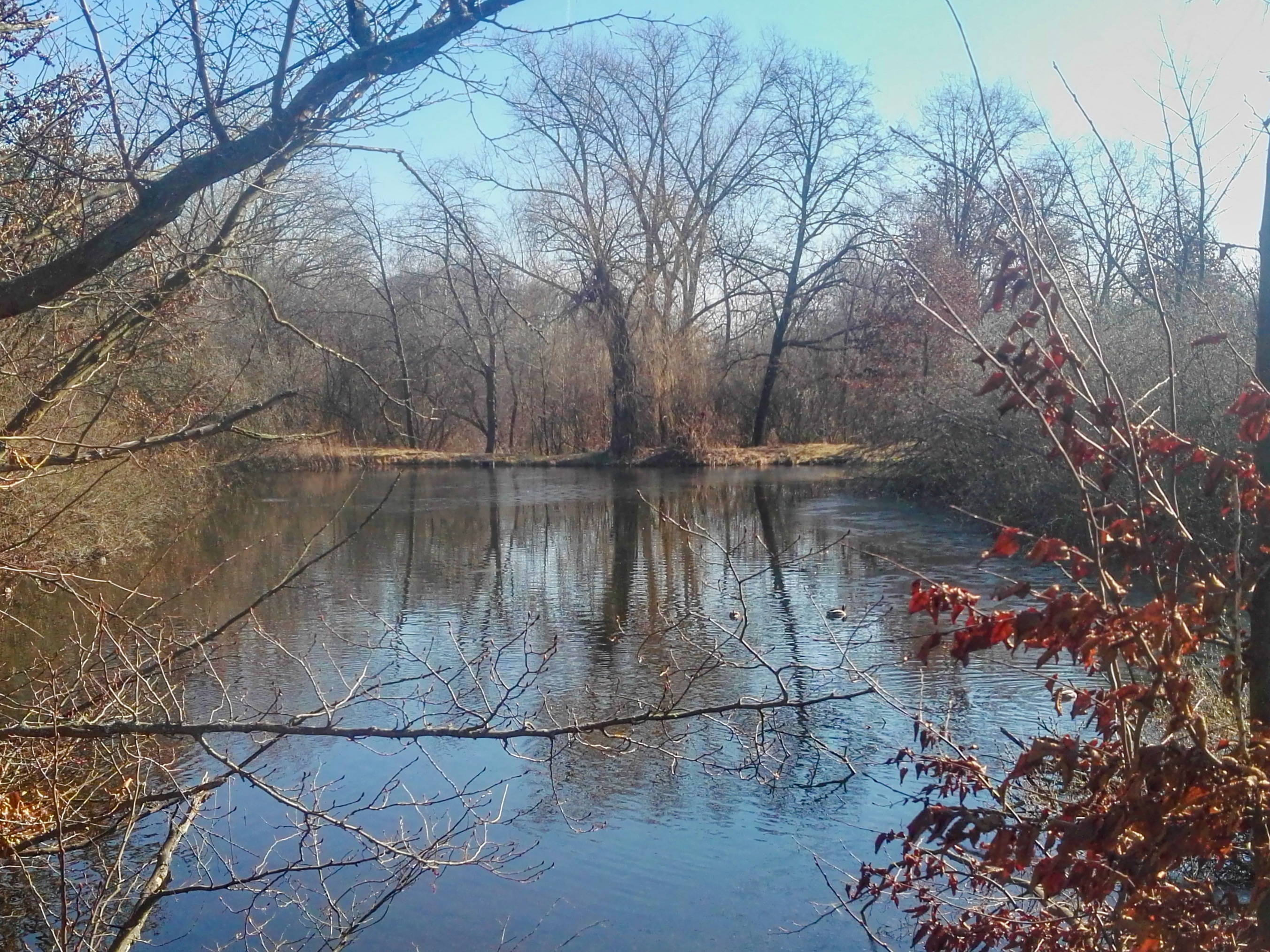
Pohled z hráze Milíčovského rybníka, březen 2022

Rybník je majetkem hlavního města Prahy. Kvůli špatnému technickému stavu (hráz protékala a byla na několika místech poškozená, rybník byl zabahněn) byla v roce 2007 provedena celková oprava, jeho dno bylo vyčištěno, návodní část hráze se zpevnila lomovým kamenem a betonový požerák byl nahrazen dřevěným, vhodnějším do této přírodní lokality. V roce 2019 proběhlo další čištění rybníka.
Hráz rybníka je přístupná obtížně, obejít celý rybník se pohodlně nedá.

## Galerie

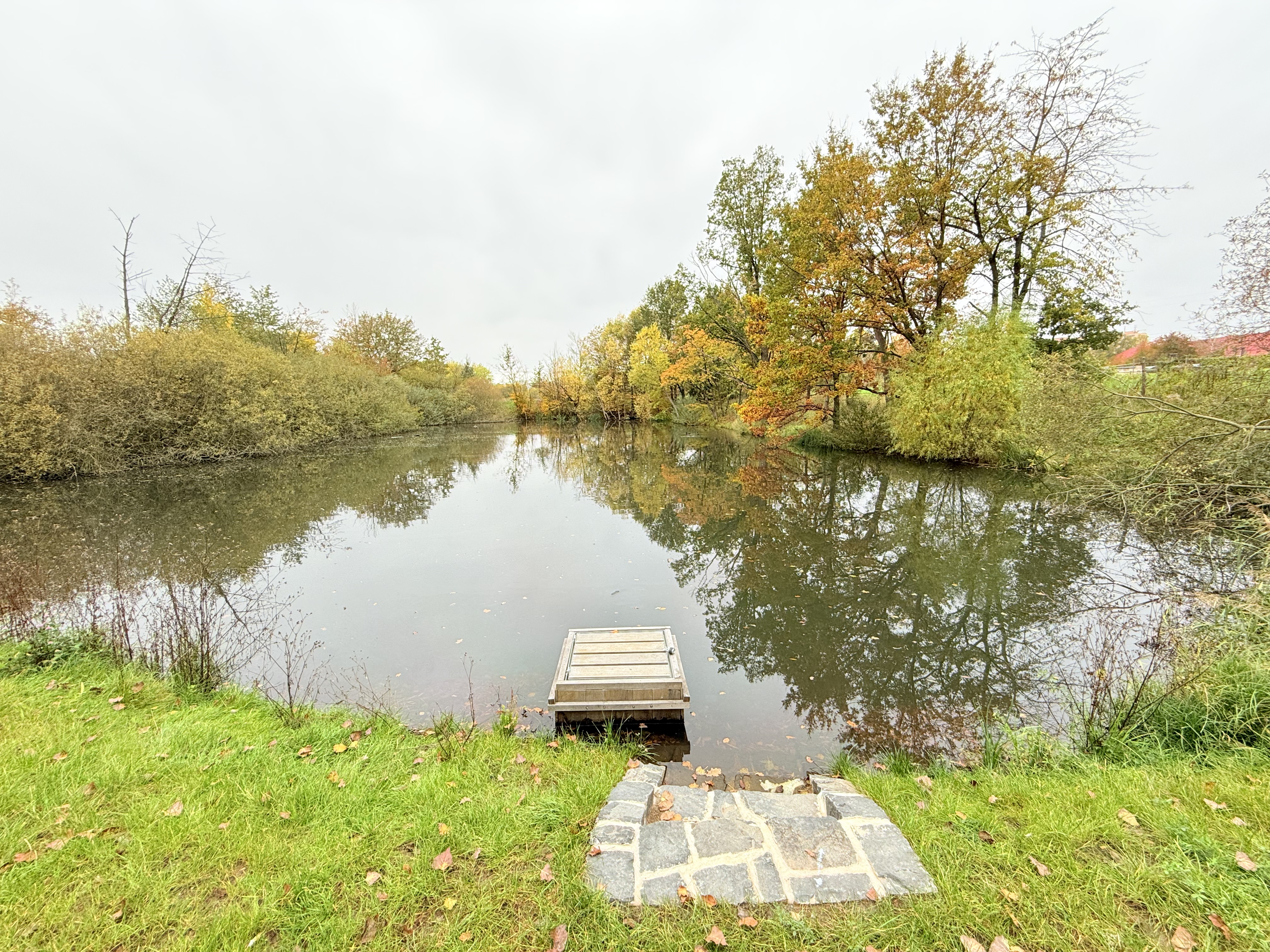
Rybník Kančík pohled od hráze 2024
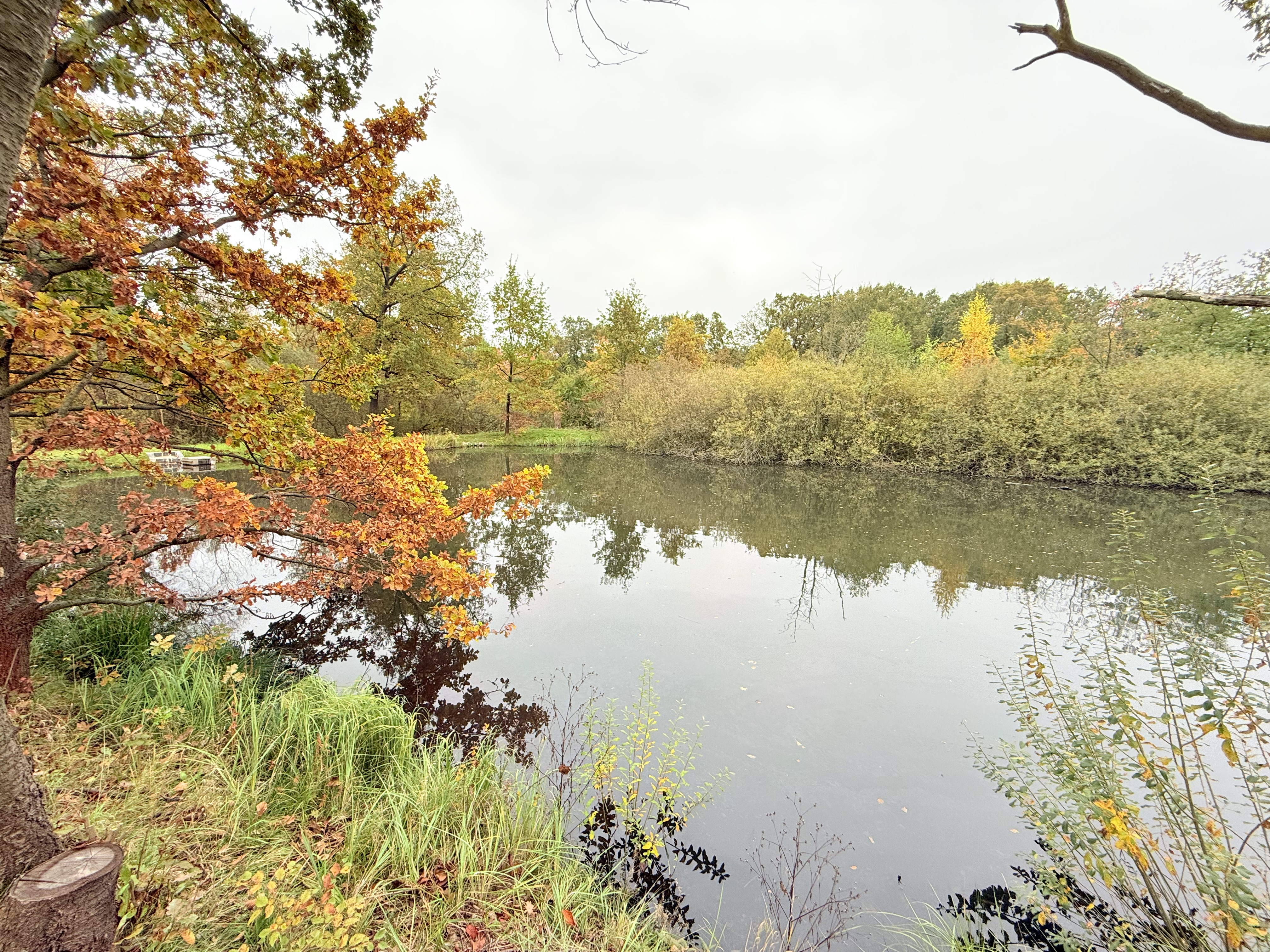
Rybník Kančík pohled na hráz (2024)
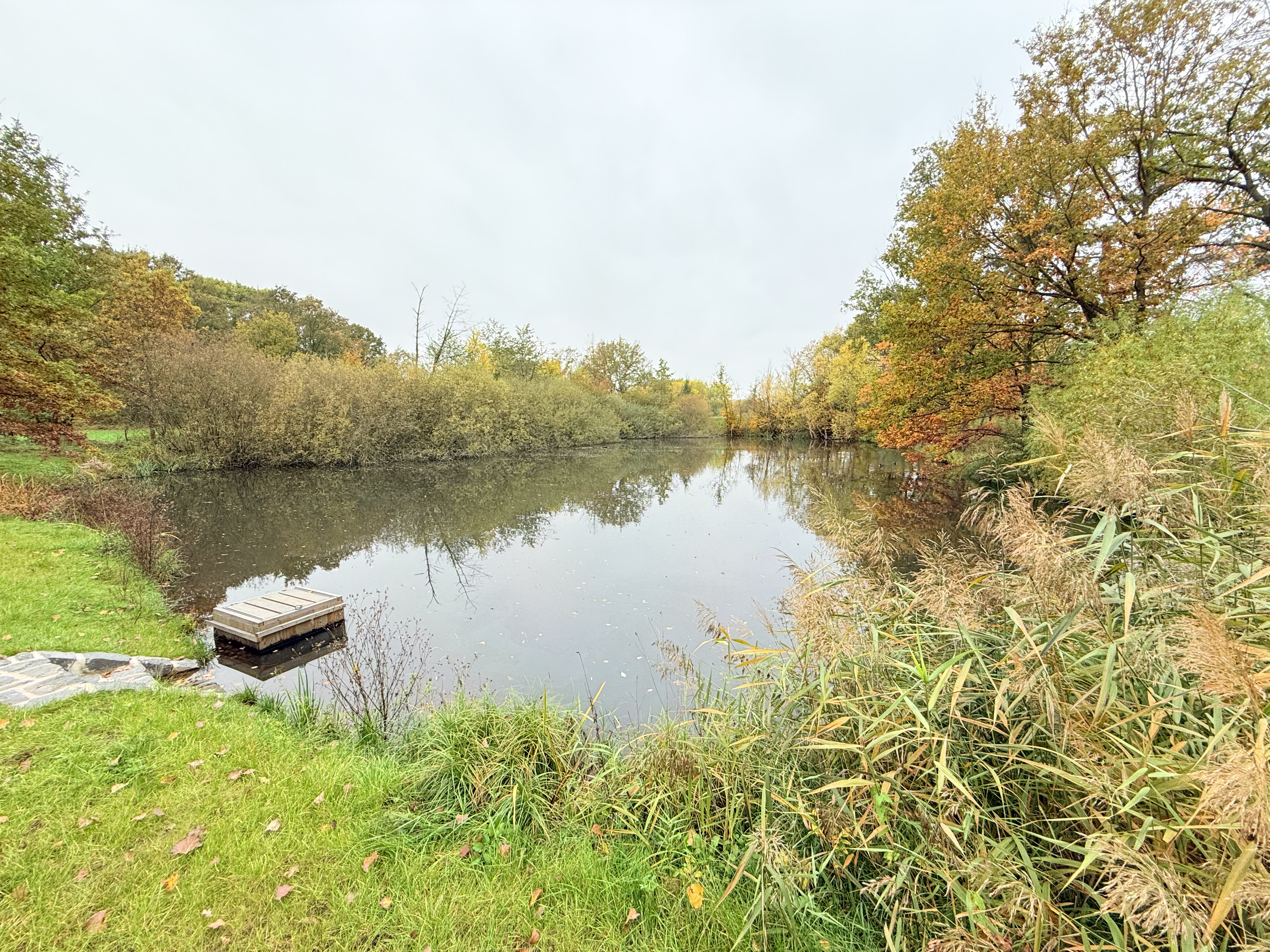
Pohled od hráze 2024